# Phanerotoma intermedia
Phanerotoma intermedia är en stekelart som beskrevs av Van Achterberg 1990. Phanerotoma intermedia ingår i släktet Phanerotoma och familjen bracksteklar. Inga underarter finns listade i Catalogue of Life.